# Lenz József (tüzér zászlós)
Vitéz Lenz József István (Budapest, 1922. június 25. – Korotojak, Voronyezsi terület, Szovjetunió, 1942. augusztus 20.) magyar katona aki hősi halált szenvedett. Apja, Lenz József kereskedelmi tanácsos volt. A halála emlékére 1942-ben a Lenz József alapítványt hozták létre a piarista gimnáziumban.

## Élete

### Családja
A régi svájci eredetű, római katolikus tehetős nagypolgári származású, Budapesten lakó Lenz családban született. Apja Lenz József (1897-1965) kereskedelmi tanácsos, tartalékos huszárszázados, földbirtokos, bérház tulajdonos, nagykereskedő, a "Lenz Testvérek" cég vezérigazgatója, anyja a római katolikus budapesti nagypolgári Topits családból való Topits Klára (1902-1992) asszony volt. Apai nagyszülei, a pozsonyi születésű Lenz Gyula (1848–1910), kereskedő, bérház tulajdonos, és a dobsinai születésű, evangélikus felekezetű, Gömöry Anna Mária Etelka (1874–1946), kereskedőasszony voltak. Anyai nagyszülei Topits Alajos József (1855-1926), a „Topits József fia” nevű Első Magyar gőztésztagyár tulajdonosa, a Ferenc József-rend lovagja, és Eckstein Franciska Ottilia (1870-1945) voltak.
Nagyapjának, Lenz Gyulának a bátyja, Lenz János Nepomuk (1843-1913) nagykereskedő, a Lenz testvérek cég társtulajdonosa, a Ferenc József-rend lovagja volt. Édesapjának a nagybátyja, dr. Lux Gyula (1884–1957) tanár, nyelvész, tanügyi főtanácsos, felvidéki germán kultura kutatója, tartalékos hadnagy volt. Nagynénje, Lenz Hildegard (1899–1984), akinek a férje, dr. tolcsvai Nagy Barna (1890–1973), honvédelmi minisztériumi tanácsos, miniszteri osztályfőnök, író volt. Húga, Lenz Klára (1924–2013), magyar gobelinművész, boldogfai Farkas Endre (1908-1994) vezérkari őrnagy felesége volt.

### Katonai szolgálata
Ifjabb Lenz József, a középiskolát a budapesti piaristáknál végezte el, majd – befolyásos családjának kívánsága ellenére – beállt katonának. Gyerekkora óta egyik példaképe, az anyai nagybátyja, Topits Alajos Nándor (1894–1930), tartalékos főhadnagy volt, aki az első világháborúban harcolt; a másik a saját apja volt, aki kereskedő család és joghallgató ellenére szintén harcolt az első világháborúban. Ifjabb Lenz József 1940-ben, 18 éves korában korengedéllyel kezdte meg katonai szolgálatát; apja nagy tragédiaként élte meg ezt. 1941-ben, a Szovjetunió megtámadása után rögtön az ukrán frontra
vezényelték. Kezdettől fogva részt vett az 1941-es hadjáratban, először mint karpaszományos őrvezető, majd tizedesi és hadapród őrmesteri rangban. Később különböző tiszti beosztásokat töltött be. 1942-ben Hajmáskéren gépkocsitiszti tanfolyamot végzett. Tüzérosztálya 1942. májusában ismét a frontra került. 1942. augusztus 9-éről 10-ére virradó éjjel, mikor Boldirewka helységben volt 30-nál több gépjárműjével, ütege ugyanakkor valamivel előbbre lőállásban volt, az oroszok egész éjjel bombázták a községet és abban táborozó csapatokat; este 9-től reggel 5-ig folytonos légitámadásokban volt részük. Lenz József a szükség óvóhelyre menekült gépkocsi vezetőkből néhányat összeszedett és azonnal a gépkocsikhoz rohant, hogy azokat a veszélyeztetett helyről elvezesse. Az egyik kocsi égett és a lőszerkocsi mellett volt. Annak a kocsinak az ajtaját zárva találta,  erre betörte az ablakát, bemászott a vezetőülésre és maga vezette ki az égő kocsit a többi közül. Egy kivételével sikerült is neki az összes kocsit a faluból egy 2 kilométerre lévő napraforgótáblába elvinni. 1942. augusztus 17-én felderítő tiszti beosztást kapott; ezt követően 4 napon át önállóan vezette ütegének tüzét. Augusztus 20-án Szent István napján délelőtt, Korotojak térségében tüzérségi ütegével egy német zászlóalj ellentámadását támogatta.
A német támadó éllel együtt haladt előre gyalogosan, hogy láthassa az szovjet aknavetőkre általa irányzott saját tüzérségi lövedékek becsapódásait. Egy közvetlenül mellette becsapódó szovjet aknavető gránát megölte. Utolsó, nehezen kiejtett szavaival még lőelemeket közölt embereivel, hogy eredményesebben folytathassák az ellenség aknavetőinek leküzdését. Jezdocsnojéban, a Rudkino temetőben temették el. Elesett fia emlékére az apa, idősebb Lenz József tanácsos, alapítványt hozott létre a "Lenz József alapítvány" név alatt, amely 10 szegény sorsú gimnazista diák konviktusi nevelésére, tanítására, teljes ellátással biztosított a piaristák iskolájában. A "Lenz József alapítvány" a kommunizmus bejövetelekor szűnt meg, amikor a család az ország elhagyására kényszerült, majd a teljes vagyonát az új állam kobozta el.
1943. július 3.-án Lenz József személyes kérvénnyel fordult Horthy Miklóshoz az elhunyt fiának vitézzé avatása érdekében. A kérvényben az idősebb Lenz József kiemelte, hogy fia többször is önkéntesen jelentkezett veszélyes hazafi szolgálatra. A posztumusz vitézzé avatás hamarosan meg is történt: Magyar Kis Ezüst Vitézségi Érmet adományozott neki a Kormányzó.

### Emlékezete
Nyékládházán, a Lenz család egyik fontos (akkori) birtokán, Lenz József tanácsos, mai római katolikus templomot építette meg, és a városnak ajándékozta meg. 1943-ban Czapik Gyula egri érsek szentelte fel a templomot, amelynek a kriptájában, vitéz Lenz József nyugszik. A templom építésekor, Lenz József tanácsos elhozatta Pozsonyból a nagyapjának, legidősebb Lenz József (1819-1863) kőfaragómesternek a földimaradványait,  amelyek a dédunokájáéi, vitéz Lenz Józseféi mellett nyugszanak. Minden évben augusztus 20.-án szentmisét tartanak, valamint egy rövid szertartást is, amelyen megemlékeznek vitéz ifjabb Lenz Józsefről.

## Származása
| vitéz Lenz József István (Budapest, 1922. június 25. - Korotojak, Voronyezsi terület, Szovjetunió, 1942 augusztus 20.) tüzérzászlós r. kath. | Apja: Lenz József János (Budapest, 1897. március 18. –Bogotá, 1965. március 14.) nagykereskedő, kereskedelmi tanácsos, tartalékos huszárszázados, a „Pro Ecclesia et Pontifice érdemrend” tulajdonosa, a "Gyümölcs-, Zöldség- és Élelmi- szerkereskedők Országos Egyesülete" elnöke, a "Gyümölcsexportőrök és Importőrök Egyesülete" elnöke, a "Déligyümölcskereskedők Egyesülete" alelnöke, a "Magyar Gyümölcskiviteli Egyesülés” intéző bizottságának a tagja, a "Lenz Testvérek" déligyümölcs és fűszer kereskedő cég tulajdonosa, földbirtokos, bérház tulajdonos r. kath. | Apai nagyapja: Lenz Gyula (Pozsony, 1848. március 17. – Budapest, 1910. december 15.) pozsonyi polgár, nagykereskedő, a "Lenz Testvérek" déligyümölcs és fűszer kereskedő cég tulajdonosa, bérház tulajdonos r. kath.                             | Apai nagyapai dédapja: Lenz József (Pozsony, 1819. február 12.- Pozsony, 1863. március 3.) pozsonyi polgár, kőfaragó mester (Lenz Ferenc és Kollmann Katalin fia) r. kath.                                                                                               |
| vitéz Lenz József István (Budapest, 1922. június 25. - Korotojak, Voronyezsi terület, Szovjetunió, 1942 augusztus 20.) tüzérzászlós r. kath. | Apja: Lenz József János (Budapest, 1897. március 18. –Bogotá, 1965. március 14.) nagykereskedő, kereskedelmi tanácsos, tartalékos huszárszázados, a „Pro Ecclesia et Pontifice érdemrend” tulajdonosa, a "Gyümölcs-, Zöldség- és Élelmi- szerkereskedők Országos Egyesülete" elnöke, a "Gyümölcsexportőrök és Importőrök Egyesülete" elnöke, a "Déligyümölcskereskedők Egyesülete" alelnöke, a "Magyar Gyümölcskiviteli Egyesülés” intéző bizottságának a tagja, a "Lenz Testvérek" déligyümölcs és fűszer kereskedő cég tulajdonosa, földbirtokos, bérház tulajdonos r. kath. | Apai nagyapja: Lenz Gyula (Pozsony, 1848. március 17. – Budapest, 1910. december 15.) pozsonyi polgár, nagykereskedő, a "Lenz Testvérek" déligyümölcs és fűszer kereskedő cég tulajdonosa, bérház tulajdonos r. kath.                             | Apai nagyapai dédanyja: Skoff Jozefa (Pozsony, 1824. március 5.- Budapest, 1898. november 4.) (Skoff Jakab osztrák cipészmester és Lenner Anna lánya) r. kath. |
| vitéz Lenz József István (Budapest, 1922. június 25. - Korotojak, Voronyezsi terület, Szovjetunió, 1942 augusztus 20.) tüzérzászlós r. kath. | Apja: Lenz József János (Budapest, 1897. március 18. –Bogotá, 1965. március 14.) nagykereskedő, kereskedelmi tanácsos, tartalékos huszárszázados, a „Pro Ecclesia et Pontifice érdemrend” tulajdonosa, a "Gyümölcs-, Zöldség- és Élelmi- szerkereskedők Országos Egyesülete" elnöke, a "Gyümölcsexportőrök és Importőrök Egyesülete" elnöke, a "Déligyümölcskereskedők Egyesülete" alelnöke, a "Magyar Gyümölcskiviteli Egyesülés” intéző bizottságának a tagja, a "Lenz Testvérek" déligyümölcs és fűszer kereskedő cég tulajdonosa, földbirtokos, bérház tulajdonos r. kath. | Apai nagyanyja: Gömöry Anna Mária Etelka (Budapest, 1874. február 24. – Budapest, 1946. november 19.) kereskedőasszony, a "Lenz Testvérek" déligyümölcs és fűszer kereskedő cég tulajdonosa, bérház tulajdonos ágh.                               | Apai nagyanyai dédapja: Gömöry Gottlieb (Dobsina, 1838. szeptember 4. – Budapest, 1908. november 18.) vadászhadnagy, dobsinai polgár, cserzővarga, pesti kiskereskedő (Gömöry András uradalmi gazdatiszt Felsőhámoron és Springer Zsuzsanna fia) ágh.                    |
| vitéz Lenz József István (Budapest, 1922. június 25. - Korotojak, Voronyezsi terület, Szovjetunió, 1942 augusztus 20.) tüzérzászlós r. kath. | Apja: Lenz József János (Budapest, 1897. március 18. –Bogotá, 1965. március 14.) nagykereskedő, kereskedelmi tanácsos, tartalékos huszárszázados, a „Pro Ecclesia et Pontifice érdemrend” tulajdonosa, a "Gyümölcs-, Zöldség- és Élelmi- szerkereskedők Országos Egyesülete" elnöke, a "Gyümölcsexportőrök és Importőrök Egyesülete" elnöke, a "Déligyümölcskereskedők Egyesülete" alelnöke, a "Magyar Gyümölcskiviteli Egyesülés” intéző bizottságának a tagja, a "Lenz Testvérek" déligyümölcs és fűszer kereskedő cég tulajdonosa, földbirtokos, bérház tulajdonos r. kath. | Apai nagyanyja: Gömöry Anna Mária Etelka (Budapest, 1874. február 24. – Budapest, 1946. november 19.) kereskedőasszony, a "Lenz Testvérek" déligyümölcs és fűszer kereskedő cég tulajdonosa, bérház tulajdonos ágh.                               | Apai nagyanyai dédanyja: Stranszky Hermina (Pest, 1847. április 15. - Budapest, 1939. március 20.) (Stranszky Prokop pesti rézműves mester és Uhlar Rozália lánya) r. kath.                                                                                              |
| vitéz Lenz József István (Budapest, 1922. június 25. - Korotojak, Voronyezsi terület, Szovjetunió, 1942 augusztus 20.) tüzérzászlós r. kath. | Anyja: Topits Klára Mária (Budapest, 1901. november 21. –Bogotá, 1993. június 17.) r. kath. | Anyai nagyapja: Topits Alajos József (Pest, 1855. március 31.– Budapest, 1926. október 8.) gőztésztagyár tulajdonos, az országos ipar tanácsnak a tagja, a Ferenc József-rend lovagja, Budapest főváros törvényhatósági bizottsága tagja r. kath. | Anyai nagyapai dédapja: Topits József András (Gödöllő, 1824. február 25. – Budapest, 1876. szeptember 27.) gőztésztagyár tulajdonos, pesti polgár, Budapest fővárosi képviselő tag (Topits József gödöllői élelmiszer kereskedő és Dlaskovits Borbála fia) r. kath.      |
| vitéz Lenz József István (Budapest, 1922. június 25. - Korotojak, Voronyezsi terület, Szovjetunió, 1942 augusztus 20.) tüzérzászlós r. kath. | Anyja: Topits Klára Mária (Budapest, 1901. november 21. –Bogotá, 1993. június 17.) r. kath. | Anyai nagyapja: Topits Alajos József (Pest, 1855. március 31.– Budapest, 1926. október 8.) gőztésztagyár tulajdonos, az országos ipar tanácsnak a tagja, a Ferenc József-rend lovagja, Budapest főváros törvényhatósági bizottsága tagja r. kath. | Anyai nagyapai dédanyja: Prückler Klára Eleonóra Julianna (Pest, 1833. február 16. – Budapest, 1907. február 26.) tésztagyárosnő (Prückler József Ignác, pékmester, bérház-tulajdonos, pesti polgár, az 1848-as szabadságharc alhadnagya és Danner Anna leánya) r. kath. |
| vitéz Lenz József István (Budapest, 1922. június 25. - Korotojak, Voronyezsi terület, Szovjetunió, 1942 augusztus 20.) tüzérzászlós r. kath. | Anyja: Topits Klára Mária (Budapest, 1901. november 21. –Bogotá, 1993. június 17.) r. kath. | Anyai nagyanyja: Eckstein Franciska Otilia (Pest, 1870. június 15.– Budapest, 1945. január 26.) r. kath. | Anyai nagyanyai dédapja: Eckstein János Károly (Pozsony, 1836. január 24. – †Budapest, 1886. május 4.) pesti aranyverő (Eckstein János pozsonyi aranyverő és Appel Anna fia) ágh.                                                                                        |
| vitéz Lenz József István (Budapest, 1922. június 25. - Korotojak, Voronyezsi terület, Szovjetunió, 1942 augusztus 20.) tüzérzászlós r. kath. | Anyja: Topits Klára Mária (Budapest, 1901. november 21. –Bogotá, 1993. június 17.) r. kath. | Anyai nagyanyja: Eckstein Franciska Otilia (Pest, 1870. június 15.– Budapest, 1945. január 26.) r. kath. | Anyai nagyanyai dédanyja: Kroll Jozefa (Pest, 1842. szeptember 16. - Budapest, 1889. január 15.) (Kroll Vilmos és Vavrzinovsky Anna lánya) r. kath. |